# Aderus subopacus
Aderus subopacus é uma espécie de inseto besouro da família Aderidae. Foi descrita cientificamente por Maurice Pic em 1902.

## Distribuição geográfica
Habita na Nova Guiné.